# The Glimmer Twins
The Glimmer Twins ist ein Pseudonym für das Songwriter-/Produzenten-Duo Mick Jagger/Keith Richards.
Ähnlich wie ihr Pseudonym Nanker/Phelge in den 1960er-Jahren, das mit den „inspired by…“-Credits der 1970er und 80er vergleichbar ist, war es eigentlich dafür gedacht, die Aufnahmen befreundeter Künstler zu produzieren beziehungsweise zu zeigen, dass sie aktiv an der Produktion des entsprechenden Stones-Albums beteiligt waren. Jagger und Richards verwendeten das Pseudonym The Glimmer Twins zum ersten Mal 1974 als Produzentenangabe für das Rolling-Stones-Studioalbum It’s Only Rock ’n’ Roll.